# Dobków
Dobków is een dorp in de Poolse Woiwodschap Neder-Silezië, in het district Zlotoryja. De plaats maakt deel uit van de landgemeente Świerzawa. Dobków heeft 493 inwoners in 2011.
Dobków ligt 5 kilometer ten zuidoosten van Swierzawa, 17 kilometer ten zuiden van Zlotoryja en 78 kilometer ten westen van Wrocław.
Voor 1945 lag de plaats in Duitsland. Dobków hete toen Helmrichesdorf (later: Klein Helmsdorf). In 1945, toen de Tweede Wereldoorlog net afgelopen was kwam de plaats onder Pools bestuur, daarmee kreeg de plaats de naam Chełmno die een jaar later werd veranderd in de huidige naam Dobków.

## Galerij

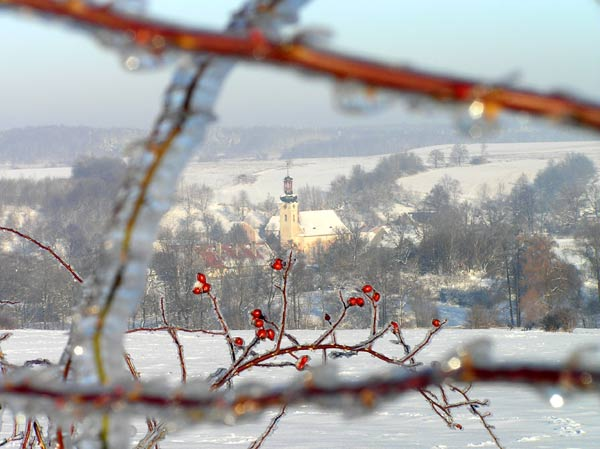
Uitzicht op Dobków
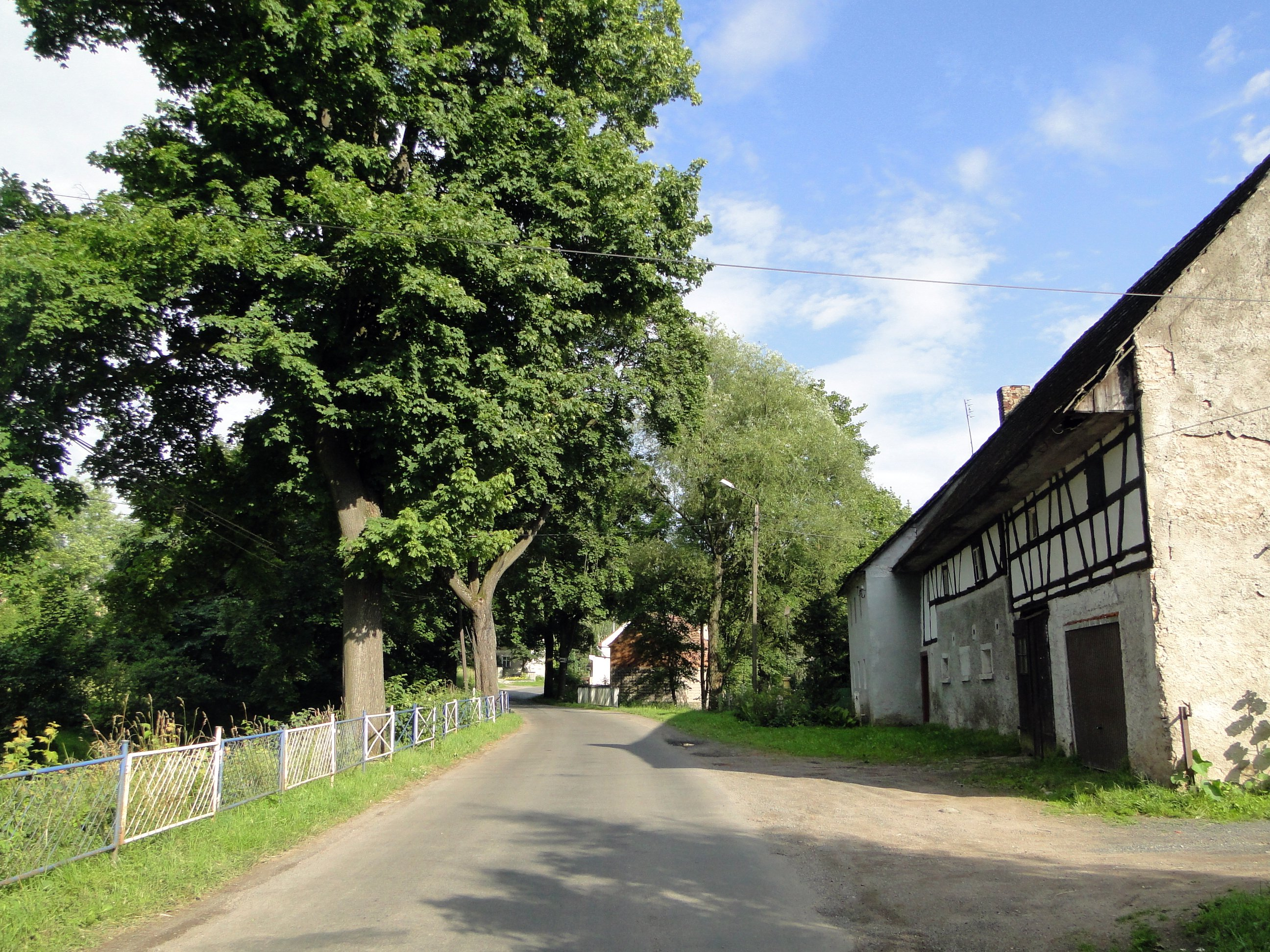
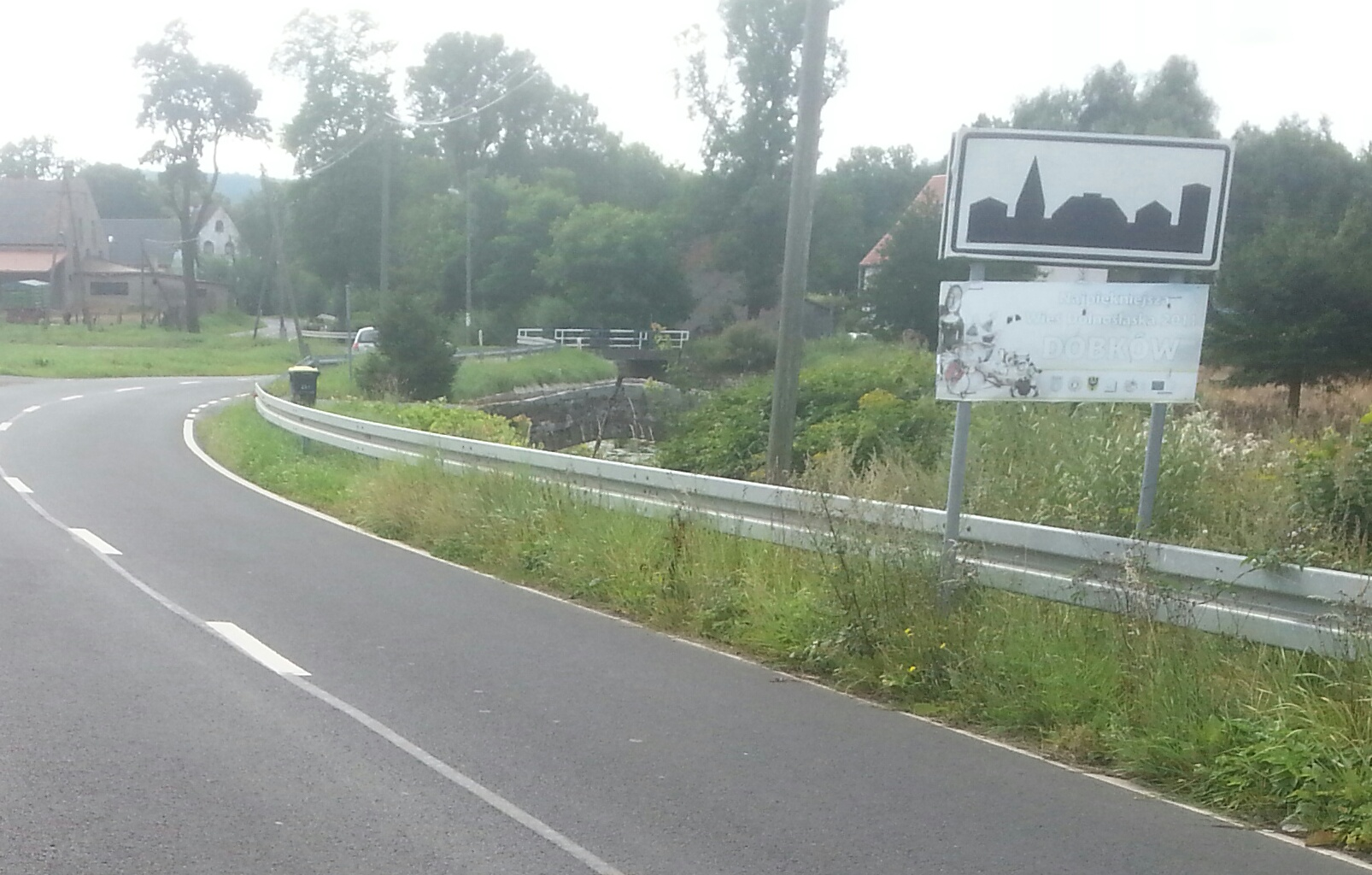
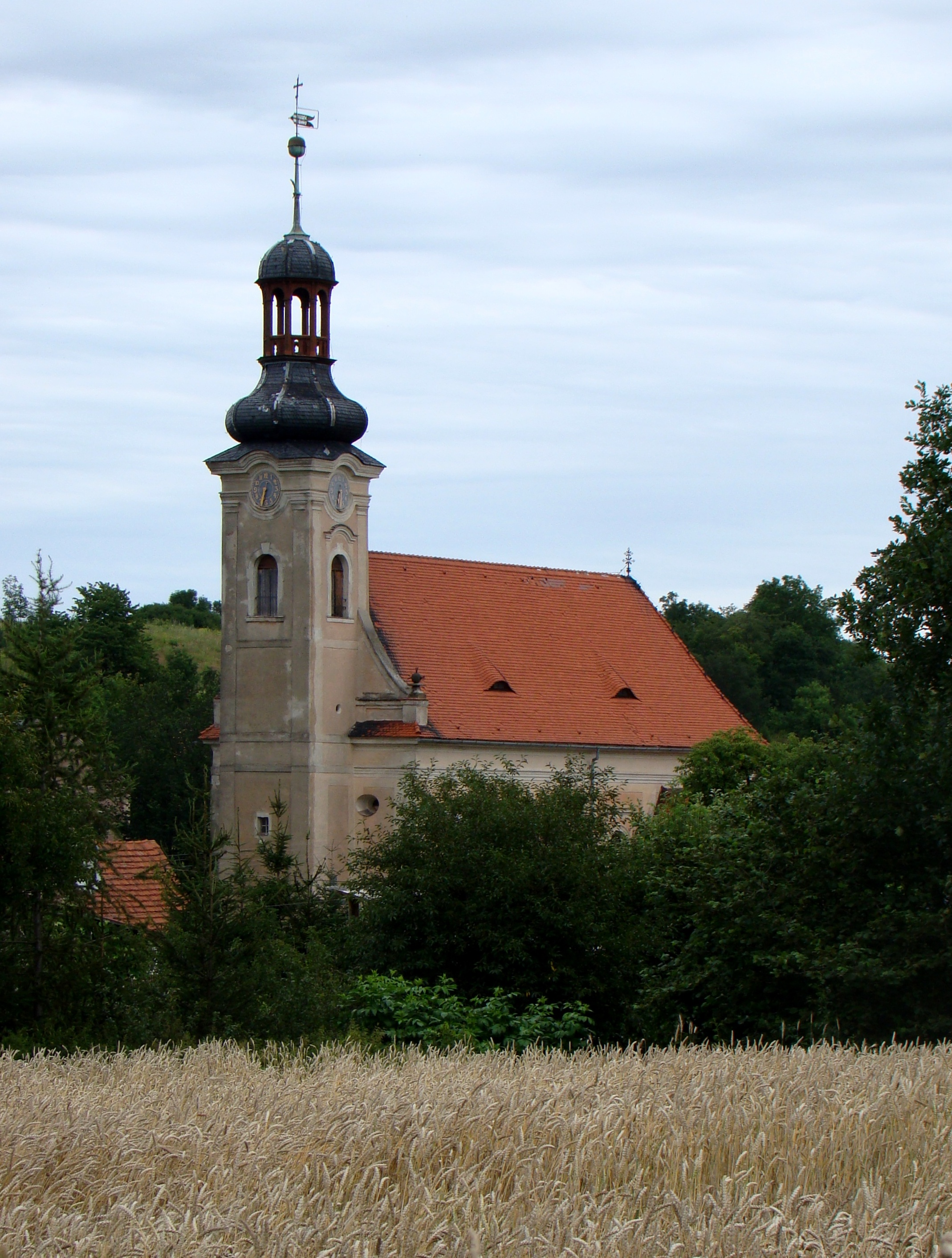